# Murcurols
Murcurols és un edifici del municipi de Gisclareny (Berguedà) declarada bé cultural d'interès nacional.

## Descripció
Es tracta d'una masia d'estructura clàssica amb planta rectangular coberta a dues aigües amb teula àrab i el carener paral·lel a la façana, orientada a ponent. La masia té uns fonaments medievals però la construcció principal que veiem avui pertany al segle xvii. Es conserva en mal estat, amb la coberta i la façana de migdia molt deteriorades. De la construcció primitiva, només en tenim unes poques restes, molt probablement pertanyents a l'església de Santa Maria.

## Història
Tenim notícies del lloc ja des del segle xiii (1255) referents al castell de Murcarols i de l'església de Santa Maria; d'ambdues construccions no es conserva pràcticament res però cal identificar-ho amb l'emplaçament de l'actual masia. La documentació sobre els senyors Murcarols o Murcurols s'allarga fins a finals del s. XIV, època en què els seus dominis passaren als Sallent, ciutadans de Manresa.